# Прощальные гастроли (фильм, 1992)
Прощальные гастроли — российский художественный фильм 1992 года режиссёра Виталия Дудина.

## Сюжет
Почти всё действие фильма происходит в купе поезда. Четыре провинциальные актрисы едут с гастрольным спектаклем в Москву. Актрисы разного возраста, но ведут себя как одна семья. В их диалогах постоянно упоминается главный режиссёр театра — Лев Никитич Земцов. Постепенно становится ясно, что все актрисы страстно влюблены в него. Две из них являются его бывшими жёнами, одна — нынешней, самая молодая и красивая, а самая старшая — многолетней любовницей. При этом все они общаются вполне дружелюбно и даже по-семейному. 
Все четверо с волнением и надеждой ждут спектакля. Ведь в случае успеха есть шанс перебраться в столицу. Но лишь самая старшая из них знает, почему и режиссёру так важен успех в Москве.
Зрители с восторгом приняли спектакль и провожали актрис овациями.
Четыре женщины едут назад. Они счастливы. Но в то же время каждую мучает неопределённость. Что дальше? Кажется, режиссёру предложили работу в Москве. Но кого из четырёх он пригласит в столицу? При этом самая старшая и авторитетная поясняет, что когда-то Лев Никитич жил в Москве. Но после конфликта с начальством, по сути был изгнан и с тех пор скитается по провинциальным театрам, тайно мечтая о триумфе в столице.
Неожиданно проводница приносит телеграмму. Режиссёр скоропостижно скончался от инфаркта. Становится понятно, что каждая актриса так и остаётся в одиночестве.

## Актёры
- Людмила Гурченко — Нина Владимировна
- Нина Усатова — Вера Рудакова
- Ольга Остроумова — Евгения Ростиславовна Чепалина
- Светлана Рябова — Виктория Дмитриевна
- Ольга Левитина — проводница
- Элина Быстрицкая — пассажирка поезда — Быстрицкая начала играть главную роль примы театра Нины Владимировны, которую впоследствии сыграла Гурченко.